# Wyładowanie elektryczne
Wyładowanie elektryczne – przepływ prądu elektrycznego w dielektryku (izolatorze) następujący pod wpływem pola elektrycznego. Warunkiem wystąpienia wyładowania elektrycznego jest obecność czynników jonizujących lub źródeł swobodnych elektronów.
Może ono zachodzić w dielektrykach stałych, gazowych i ciekłych. W gazach obserwuje się błyski świetlne w postaci łuku elektrycznego lub piorunu oraz towarzyszące im efekty akustyczne.

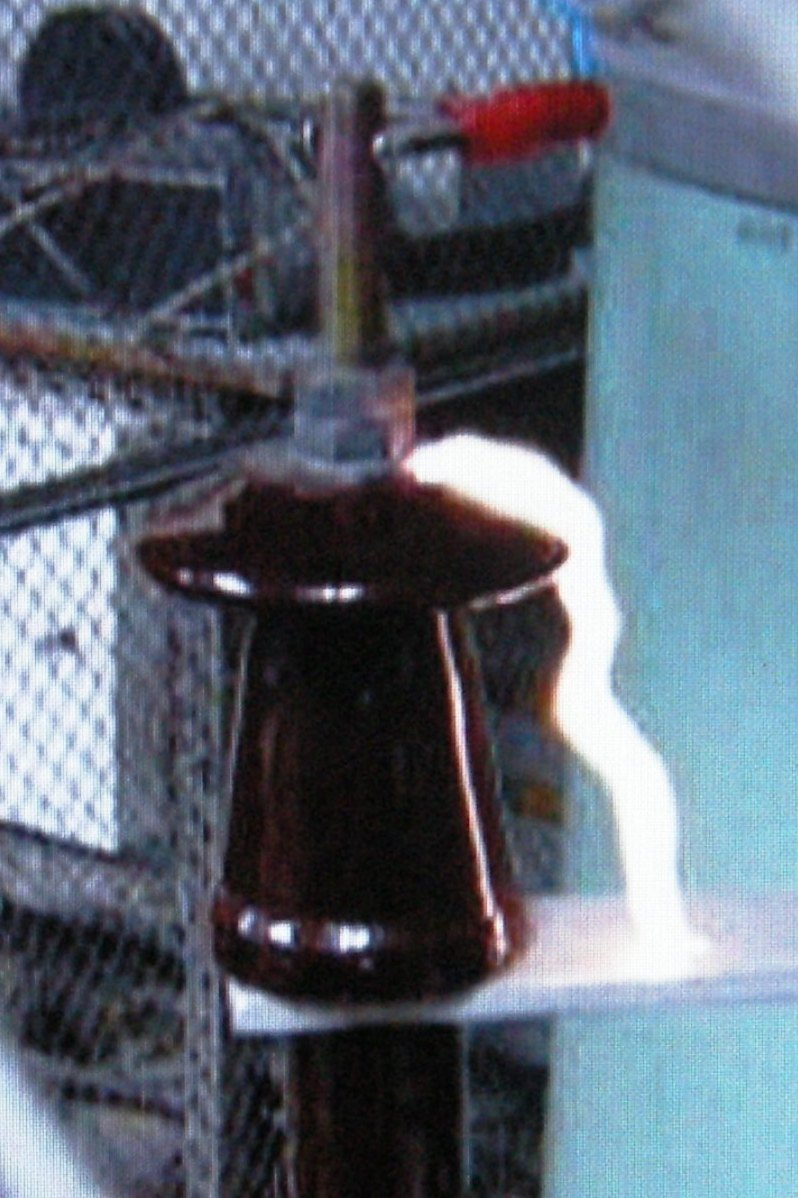
Wyładowanie elektryczne na izolatorze

## Wyładowania w gazach
Przepływ prądu w gazach zwany wyładowaniem w gazach są bardzo zróżnicowane i zależą od wielu czynników. Obojętny gaz jest dobrym izolatorem prądu, przewodnictwo zachodzi gdy w gazie znajdują się jony lub elektrony. Jeżeli jony powstają w wyniku pola elektrycznego i przepływu prądu elektrycznego w gazie, to określa sięje jako wyładowania samoistne, jeśli jony są wytwarzane w gazie w wyniku innych zjawisk, to określa się je jako wyładowanie niesamoistne. Szczególne rodzaje wyładowania w gazach ujmują zjawiska:
- wyładowanie piorunowe
- wyładowanie koronowe (zob. też wyładowanie niezupełne)
- wyładowanie łukowe
- wyładowanie snopiaste
- wyładowanie stożkowe
- wyładowanie iskrowe
- wyładowanie jarzeniowe